# Tiszta vér
A Tiszta vér vagy A takarító (eredeti cím: Cleaner) 2007-ben bemutatott amerikai bűnügyi filmthriller, melyet Renny Harlin rendezett. A főbb szerepekben Samuel L. Jackson,  Ed Harris, Keke Palmer és Eva Mendes látható.
Az Amerikai Egyesült Államokban 2007. május 27-én mutatták be a mozikban, negatív kritikai fogadtatás mellett.

## Cselekmény
Tom Cutler visszavonult rendőr és kamasz lányát egyedül nevelő, özvegy édesapa. Nyolc évvel korábban egy betöréses rablás során feleségét meggyilkolták, lányuk, Rose szeme láttára. Tom most egy különleges takarító céget vezet: halálesetek (beleértve a gyilkosságokat is) és egyéb, fertőzésveszélyes helyszínek professzionális feltakarítását vállalja. 
Jones nyomozó felbérli őt egy véres gyilkosság nyomainak feltakarítására egy jómódúnak tűnő házban. Tom a kulcsot a ház előtt elrejtve találja meg és speciális vegyszereivel kifogástalanul elvégzi a feladatot. Másnap visszatér a helyszínre, mert véletlenül nála maradt a kulcs. A tulajdonos, Ann Norcut azonban nem tud arról, hogy a férfi előző nap ott járt és pontosan milyen szolgáltatást végzett. Tom téves házszámra hivatkozik és nem árulja el a nőnek, mivel is foglalkozik. A különös eset miatt mindketten gyanút fognak.
Asszisztense segítségével Tom rájön, a rendőrség sosem kért ilyen takarítást és Jones nyomozó nem létezik. A bizonyítékokat elzárása után a takarító egykori partneréhez és barátjához, Eddie Lorenzo rendőrhöz fordul segítségért. Megtudja, hogy Ann férje, John eltűnt, Eddie szerint azért, mert tanúskodni akart az ügyészségen a korrupt ex-rendőrfelügyelő, Robert Vaughn ellen.
Másnap Ann ellátogat Tom irodájába és bár a férfi nem árult el neki semmit, kikövetkezteti: Tom korábban egy bűnügyi helyszínt takarított fel. Eddie felkeresi Tomot és elmondja neki, hogy a rendőrség szakemberei nem találtak DNS nyomokat a gyilkosság színhelyén, azonban profi vegyszerek nyomait igen. Tom azonban nem értesítette a hatóságokat az esetről, mivel nem volt biztos abban, Vaughn korrupt ügyletei mennyire nyúlnak mélyre a testület soraiban. Ann megmutat neki egy listát, amit John állított össze és tartalmazza az összes, Vaughn által megvesztegetett és  lefizetett rendőr jelvényszámát – a listán Tom száma is szerepel. Évekkel ezelőtt ugyanis elvállalt egy munkát Vaughn megbízásából, így próbálva megvédeni lányát. Eddie, értesülve a lista létezéséről, annak megsemmisítését sürgeti, mert az bizonyíték lehet arra vonatkozóan, hogy Tom volt a gyilkos.
Tom visszatér a PTSD-ben szenvedő Ann-hez és a baljós házból elviszi őt egy munkatársa, Miguel otthonába, ahol együtt vacsoráznak annak családjával. A John megölésének ügyében nyomozó Jim Vargas megkéri Annt, látogasson el a halottasházba, azonosítani férje földi maradványait, a nő ezt meg is teszi. A halottkém négyszemközt elmondja Tomnak, John évekkel korábban vazektómián esett át, így Ann előző, vetéléssel végződő terhességénél nem ő volt az apa.
Tom rájön, hogy Ann titkos viszonyt tartott fenn valakivel és a ház kulcsát a szeretőjének rejtette el. Eddie otthonába ellátogatva azt is megtudja: Eddie volt a nő szeretője és az ő gyermekét várta. Tom úgy dönt, átadja egykori társát Vargasnak, de Eddie ehelyett Tom otthonába megy, ahol Rose egyedül tartózkodik. Tom hazasiet és kérdőre vonja Eddie-t, aki bevallja John megölését. Szerinte Ann nem spontán elvetélt, hanem férje kényszerítette terhességmegszakításra, ezért Eddie bosszúból meggyilkolta. Eddie ezután fegyvert szegez Tomra és a kiérkező rendőrautók szirénáit meghallva le akarja lőni őt, de Rose előbb végez a rendőrrel.
Vargas megköszöni Tom segítségét és átveszi a listát, azzal az ígérettel, hogy elégeti azt. Miguel feltakarítja a bűnügyi helyszínt.

## Szereplők
| Színész             | Szerep             | Magyar hang    |
| ------------------- | ------------------ | -------------- |
| Samuel L. Jackson   | Tom Cutler         | Barbinek Péter |
| Ed Harris           | Eddie Lorenzo      | Rosta Sándor   |
| Eva Mendes          | Ann Norcut         | Németh Borbála |
| Luis Guzmán         | Jim Vargas nyomozó | Jantyik Csaba  |
| Maggie Lawson       | Cherie             | Ruttkay Laura  |
| Jose Pablo Cantillo | Miguel             | Zöld Csaba     |
| Keke Palmer         | Rose Cutler        | Mezei Kitty    |
| Robert Forster      | Arlo Grange        | Dózsa László   |

## Fordítás
- Ez a szócikk részben vagy egészben  a   Cleaner (2007 film) című angol Wikipédia-szócikk ezen változatának fordításán alapul.  Az eredeti cikk szerkesztőit annak laptörténete sorolja fel. Ez a jelzés csupán a megfogalmazás eredetét és a szerzői jogokat jelzi, nem szolgál a cikkben szereplő információk forrásmegjelöléseként.